# 福岡管區氣象台

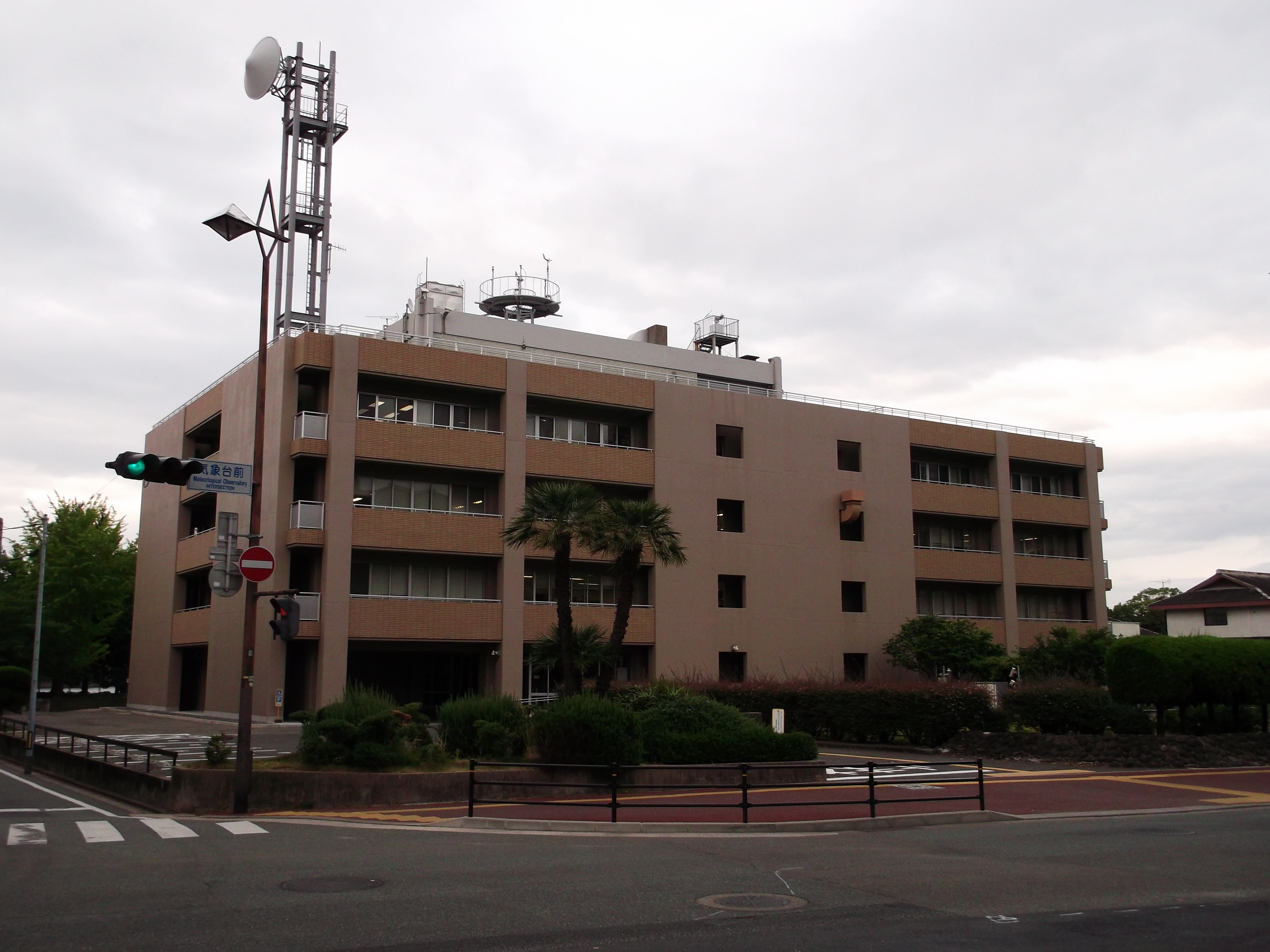
福岡管區氣象台

33°34′56.8″N 130°22′35.1″E / 33.582444°N 130.376417°E
福岡管區氣象台（日语：／ Fukuoka kanku kishōdai */?）是氣象廳的一個管區氣象台，位於福岡縣福岡市中央區。該氣象台管轄區域為福冈县、山口县、佐贺县、长崎县、熊本縣、大分县、宮崎縣、鹿儿岛县。

## 外部連結
- 福岡管区気象台 （页面存档备份，存于） - 気象庁